# مجموعه میدان امیرچخماق
میدان امیرچقماق نام میدانی در شهر یزد است. مجموعه امیرچقماق یزد شامل بازار، تکیه، مسجد و دو آب‌انبار است که قدمت‌شان به دوره تیموریان می‌رسد. تکیه امیر چقماق در سال ۱۳۳۰ و مسجد امیرچقماق در سال ۱۳۴۱ در فهرست آثار ملی ایران به ثبت رسیدند. میدان امیرچقماق، یکی از شاخص‌ترین مجموعه‌های تاریخی و گردشگری در شهر یزد محسوب می‌شود.
امیرجلال‌الدین چقماق، از سرداران و امرای شاهرخ تیموری در سده ۸ خورشیدی در زمانی که حاکم یزد بود، مجموعه‌ای متشکل از تکیه، میدان، حمام عمومی، کاروان‌سراها، خانقاه، قنات‌خانه و چاه آب سرد را ساخت تا یزد را رونق بخشد و در این کار فاطمه خاتون همسرش (معروف به ستی فاطمه) که مقبره اش در ضلع شمالی ارسن امیر چقماق قرار دارد، او را یاری کرد.
مرمت کاشی کاری های این بنای تاریخی به عهده استاد محمد علی فلاحتی مروست بوده که متأسفانه هیچ نام و نشانی از این معمار برجسته در این بنای عظیم وجود ندارد. باستانی پاریزی اما در این خصوص از استاد محمد بنایی نام می‌برد که بعدها به جرم مخالفت با دولت و طرفداری از مشروطه‌خواهان به‌دستور شازده امیراعظم حاکم تام‌الأختیار سال 1330 ه/ 1912 م کرمان و یزد، در یزد به دار کشیده شد.

## ثبت ملی
تکیه امیر چقماق در سال ۱۳۳۰ هجری شمسی و با شماره ۳۸۳ و مسجد امیر چقماق در سال ۱۳۴۱ با شماره مستقل ۲۴۷ در فهرست آثار ملی به ثبت رسیدند. همچنین این بناها و دیگر الحاقات به عنوان مجموعه امیرچقماق نیز با شماره ۲۴۱۶ به ثبت ملی رسیده‌است.

## دفن شهدای گمنام در میدان
در پی دو سال کشمکش بر سر موضوع دفن ۸ نفر از شهدای جنگ ایران و عراق در میدان امیر چقماق یزد، در تاریخ ۱ دی ۱۳۹۳، پیکر شهدای گمنام روی دستان مردم تشییع و در این میدان دفن شد.
مقامات استانداری یزد، حفر قبرها را «غیرقانونی» اعلام کردند و سازمان میراث فرهنگی ایران، تدفین را بدور از موازین قانونی و «به ضرر ثبت‌شدن پرونده شهر تاریخی یزد در فهرست میراث جهانی یونسکو» اعلام کرد، هر چند سه سال بعد در تاریخ ۱۸ تیر ۱۳۹۶ شهر جهانی یزد در فهرست میراث جهانی یونسکو به ثبت رسید.

## نمایان شدن گنبد ستی فاطمه؛ گنبد منحصر به فرد دوره تیموری
در خرداد ماه سال ۱۳۹۹، با اقدام شهرداری و شورای شهر یزد، ملک‌های مجاور این بنا خریداری و تخریب شد، تا مجدد گنبد منحصر بفرد آرامگاه ستی فاطمه، از داخل میدان قابل مشاهده باشد.
این بقعه را فاطمه خاتون همسر امیرچقماق شامی، برای محل دفن خود در یزد ساخته‌است که قبر آن، دوطبقه و از جنس سنگ مرمر می‌باشد و در مرکز بقعه قرار گرفته‌است. بر روی سنگ‌قبر، فقط نقش یک سَرو وجود دارد؛ چراکه سرو نمادی از معاد و زندگی پس از مرگ بوده‌است.
آرامگاه که در بردارنده انواع تزیینات نقاشی و گچ‌بری است، دارای یک اتاق با گنبدی پوشیده از کاشی‌های سبزرنگ می‌باشد. نمای آجری بیرون گنبد و کاشی‌های خیاره‌ای شکل رأس گنبد، به سبک معماری بناهای تیموری در آسیای مرکزی ساخته شده و تنها نمونه موجود در ایران است که به دوران تیموری تعلق دارد.
این نوع گنبد، در یزد و ایران منحصربه‌فرد بوده و نمونه مشابه آن، تنها در شهر هرات افغانستان یافت می‌شود که متعلق به بانو گوهرشاد می‌باشد.

پس از آزادسازی بصری، مرمت گنبد این بنا که بعنوان تنها گنبد خیاره‌ای ایران (متعلق به عصر تیموری) می‌باشد با اعتبار اولیه ۱۰۰ میلیون تومان در شهر جهانی یزد در دستور کار قرار گرفت، تا این شاهکار معماری پس از سال‌ها هجران و بی‌توجهی بار دیگر در جوار همسرش امیرچقماق نونوار شود و به رقص در بیاید.

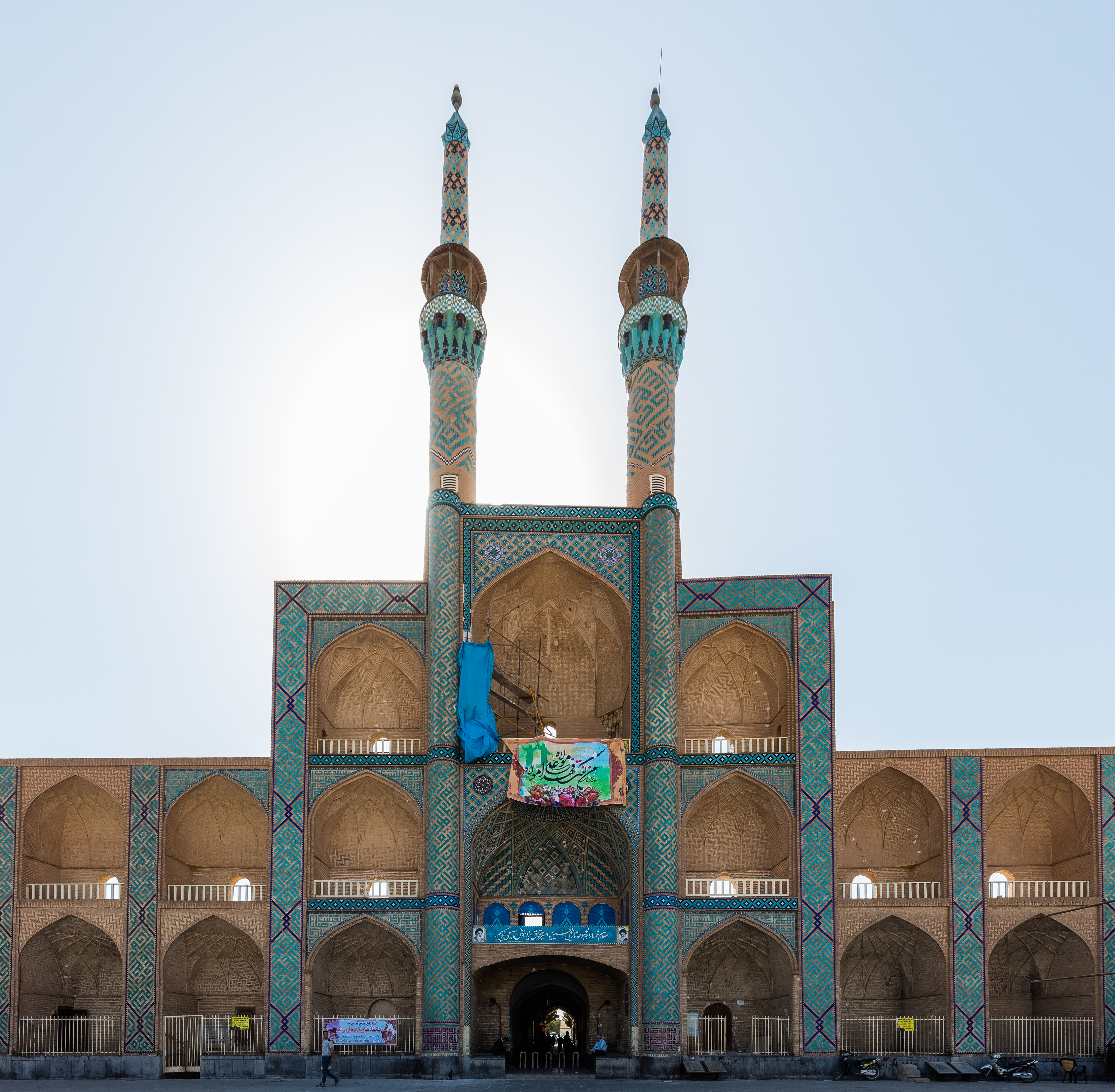
مجموعه میدان امیرچخماق

## نگارخانه

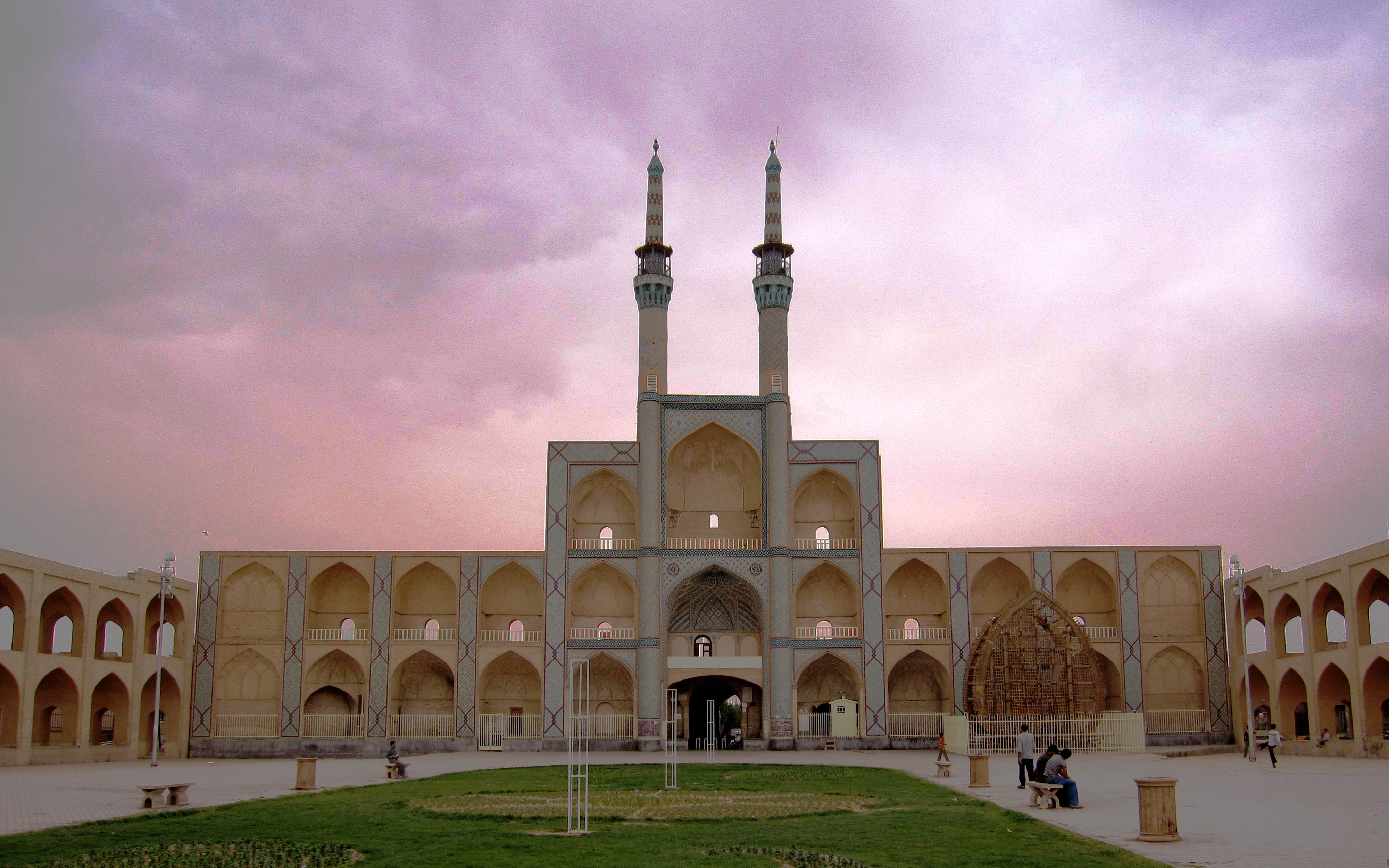
نمای کامل‌تر از مجموعه امیرچخماق
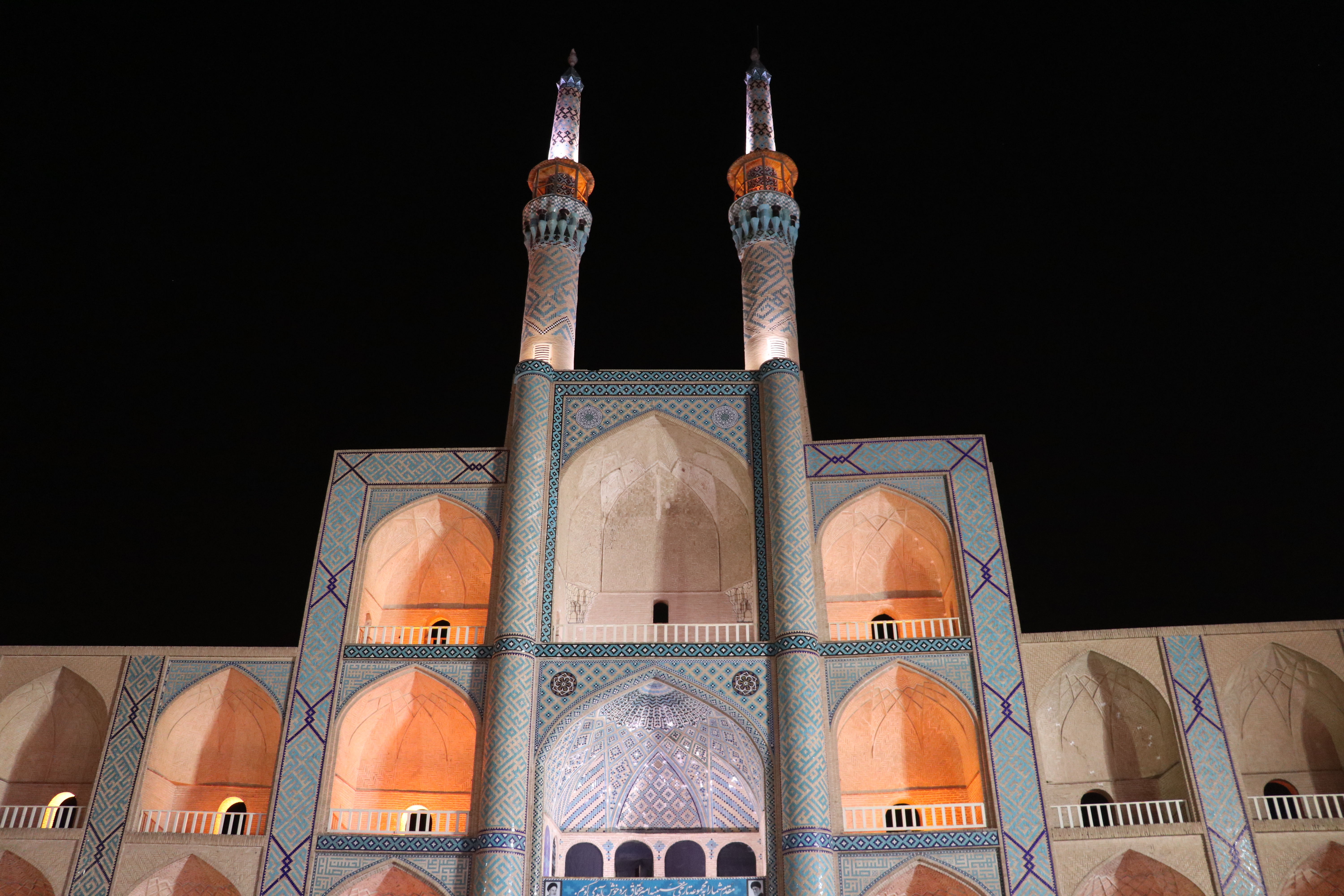
میدان امیر چخماق یزد در شب
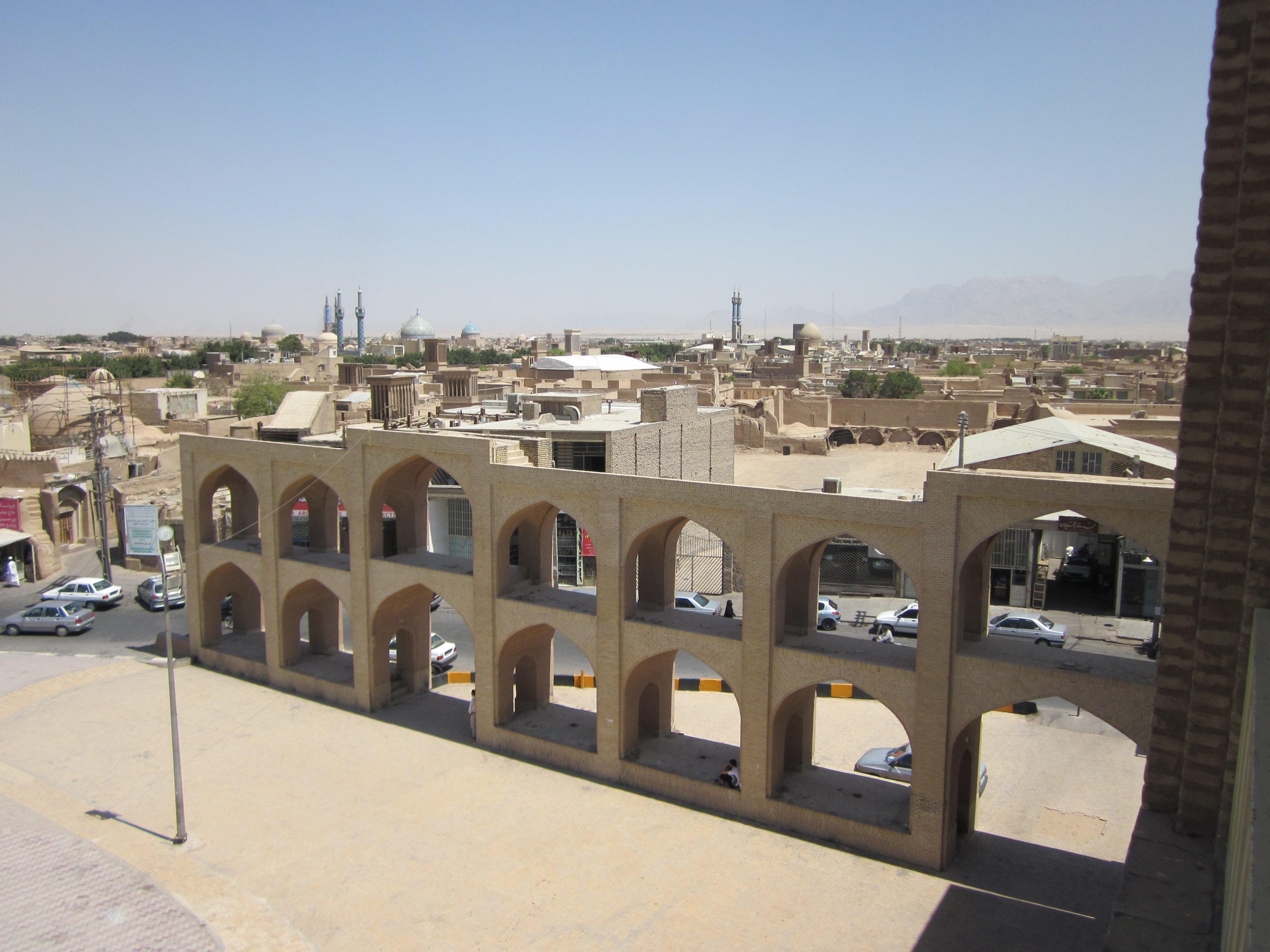
ضلع راست تکیه امیرچخماق
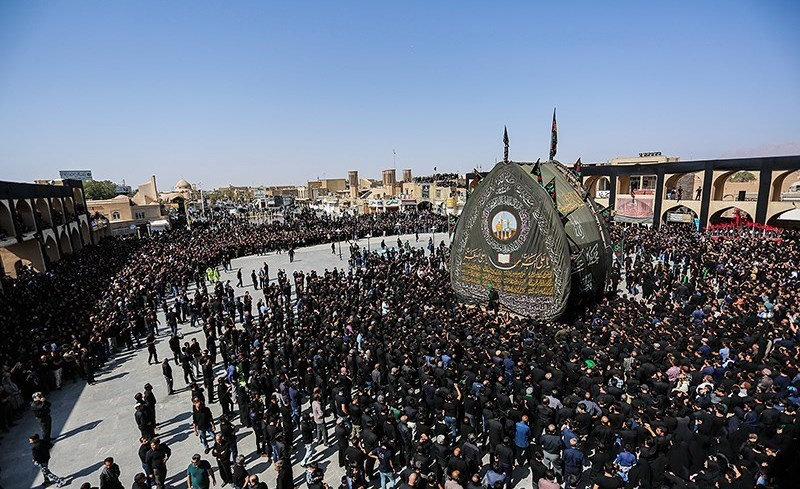
آیین سنتی نخل‌گردانی در محرم در تکیۀ مجموعه امیرچخماق